# Agosia
Agosia és un gènere de peixos de la família dels ciprínids i de l'ordre dels cipriniformes.

## Taxonomia
- Agosia chrysogaster (Girard, 1856)[2][3]